# Provincia di Romblon
Romblon è una provincia delle Filippine nella regione Mimaropa.
Il capoluogo provinciale è Romblon.

## Geografia antropica

### Suddivisioni amministrative
La provincia di Romblon è divisa in 17 municipalità.

## Municipalità
- Alcantara
- Banton
- Cajidiocan
- Calatrava
- Concepcion
- Corcuera
- Ferrol
- Looc
- Magdiwang

- Odiongan
- Romblon
- San Agustin
- San Andres
- San Fernando
- San Jose
- Santa Fe
- Santa Maria